# Rugāji
Rugāji ist ein Ort im Osten Lettlands.
Der Ort entstand, nachdem 1922 eine Gemeindeverwaltung eingerichtet wurde. Der Ortsname leitete sich vom Müller des örtlichen Landgutes ab. 2009 wurde zusammen mit der Gemeinde Lazdukalns der Bezirk Rugāji (Rugāju novads) gebildet, der 2652 Einwohner umfasste und 2021 im neuen Bezirk Balvi aufging.